# Friederike Kempter

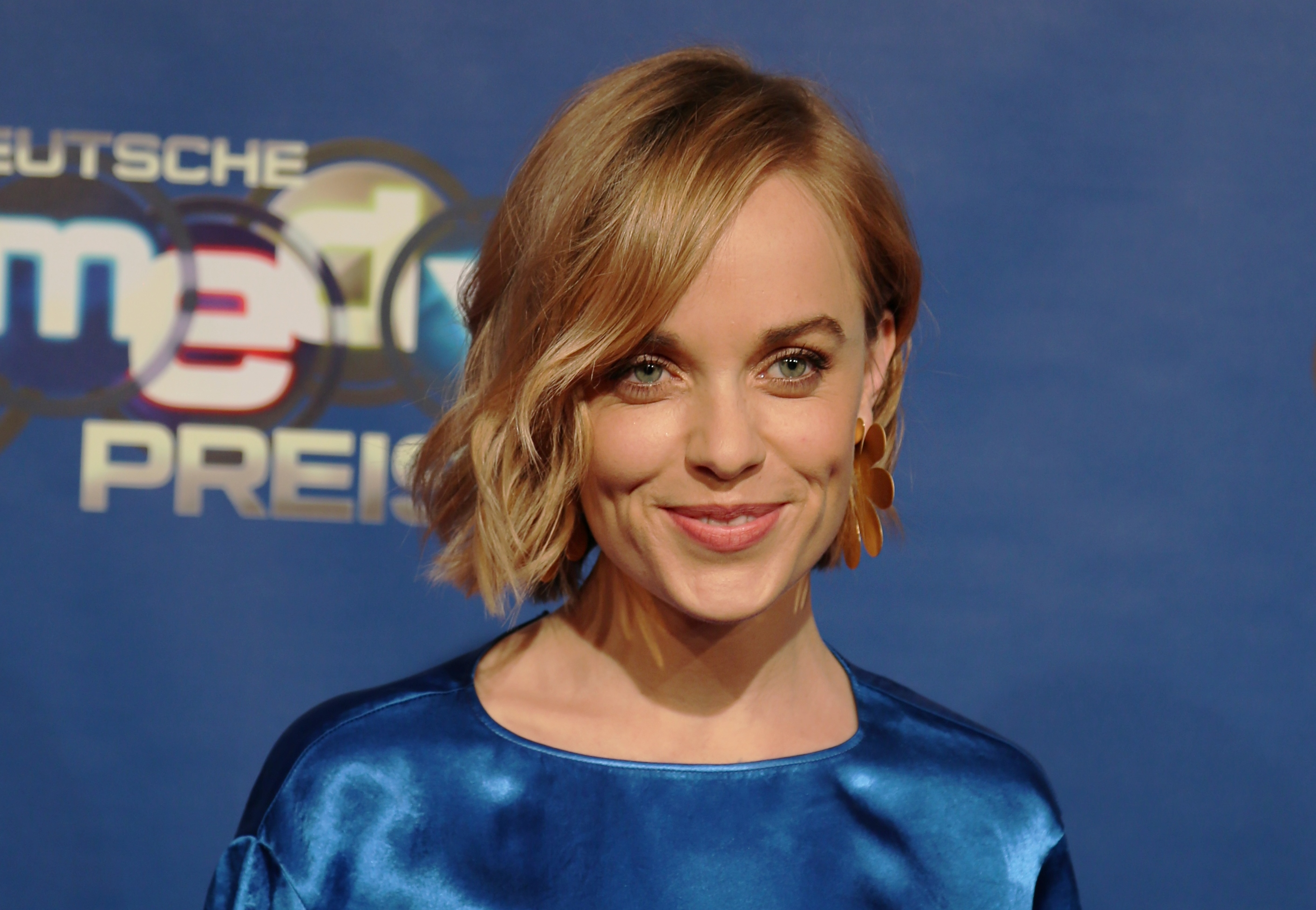
Friederike Kempter beim Deutschen Comedypreis 2017

Friederike Kempter (* 23. August 1979 in Freudental) ist eine deutsche Schauspielerin.

## Werdegang
Friederike Kempter wuchs in Freudental auf, besuchte das Christoph-Schrempf-Gymnasium Besigheim und machte 1999 das Abitur. Schon in der Schule spielte Kempter Theater und schloss sich zudem einer Jugendtheatergruppe in Ludwigsburg an. Nach dem Abitur zog sie nach Berlin und begann an der Freien Universität ein Geschichts- und Politikstudium. Von 2003 bis 2006 absolvierte sie eine Ausbildung an der Schauspielschule „Der Kreis“ (Fritz-Kirchhoff-Schule) in Berlin.
In Zwei vom Blitz getroffen spielte sie 2000 neben Mariele Millowitsch eine Hauptrolle, ebenso in dem Kurzfilm Moianacht. Dem Fernsehpublikum bekannt ist Friederike Kempter vor allem durch die Rolle der Nadeshda Krusenstern im Ermittlerteam des Tatorts aus Münster, wo sie an der Seite von Axel Prahl und Jan Josef Liefers spielte (2002–2020), sowie durch ihr Mitwirken im Ensemble von Ladykracher (2008–2012). 2011 war Kempter in der Comedysendung Die Wochenshow bei Sat.1 zu sehen. Von 2012 bis 2014 spielte sie in der ARD-Vorabendserie Heiter bis tödlich: Hauptstadtrevier eine Hauptrolle als „Elitepolizistin“.
Für ihre Nebenrolle der neurotischen Ausdruckstänzerin Julika in Jan-Ole Gersters Berliner Tragikomödie Oh Boy (2012) war sie für den Deutschen Filmpreis nominiert.
2015 stand sie in Berlin im Theater am Kurfürstendamm neben Annette Frier, Ursula Karusseit und Felix von Manteuffel u. a. für Eine Familie – August: Osage County, ein im Original gleichnamiges Bühnenwerk von Tracy Letts, auf der Bühne.
Kempter verließ 2020 nach 17 Jahren im Tatort-Team rund um Thiel und Boerne die Serie. In Das Team wurde ihre Tatortfigur ermordet. Ihren letzten Auftritt als Tote im Jenseits hatte sie in der Folge Limbus.
Kempter lebt zusammen mit ihrem Lebensgefährten Jan-Ole Gerster in Berlin. Im Sommer 2018 bekamen die beiden ihr erstes gemeinsames Kind, im Sommer 2021 das zweite.

## Filmografie

### Fernsehen
- 2000: Zwei vom Blitz getroffen
- 2001: Das Mädcheninternat – Deine Schreie wird niemand hören
- 2001: SOKO Leipzig – Mädchen
- 2002: Großstadtrevier – Große Freiheit
- 2002–2020: Tatort, siehe Thiel und Boerne
- 2003: Beach Boys – Rette sich wer kann
- 2005: Ein Fall für zwei – Auge um Auge
- 2005: SK Kölsch – Taxi-Mord
- 2006: Balko – Tod eines Fahrlehrers
- 2006: Pfarrer Braun – Der unsichtbare Beweis
- 2007: Die Copiloten
- 2008: Notruf Hafenkante – Spätfolgen
- 2008: SOKO Wismar – Der Tod trägt weiß
- 2008–2012: Ladykracher (Serie, 45 Folgen)
- 2009: SOKO Leipzig – Web-Spion
- 2009: Die Ex bin ich
- 2009: In aller Freundschaft – Allzu schwarz gesehen
- 2010: Visus – Expedition Arche Noah
- 2010: Danni Lowinski – Schön für einen Tag
- 2010: Der Kriminalist – Das Verhör
- 2011: Die Wochenshow (Serie, 8 Folgen)
- 2012: Der letzte Bulle – Ohne Moos nix los
- 2012: Und weg bist du
- 2012: Nachtschicht – Reise in den Tod
- 2012–2014: Add a Friend (Serie, 10 Folgen)
- 2012–2015: Die LottoKönige (Serie, 18 Folgen)
- 2012–2014: Heiter bis tödlich: Hauptstadtrevier (Serie, 31 Folgen)
- 2013: SOKO Stuttgart – Mann ohne Gesicht
- 2015: Vier kriegen ein Kind
- 2015–2017: Paare (Kurzfilmreihe) (Staffel 1–3)
- 2016: Dating Alarm
- 2016: Wer aufgibt ist tot
- 2016–2020: Rabenmütter (Fernsehserie)
- 2016: Prinz Himmelblau und Fee Lupine
- 2017: Jürgen – Heute wird gelebt
- 2017: Ein starkes Team – Wespennest
- 2018: Der Alte – Fürs Kind allein
- 2018: Endlich Witwer
- 2020: Tatort – Das Team
- 2021: SOKO Hamburg: Unter Lehrern
- seit 2021: Friederike klopft an! (SWR-Doku-Serie)
- 2021: Endlich Witwer – Forever Young
- 2023: Endlich Witwer – Über alle Berge
- seit 2023: Tender Hearts (Fernsehserie)

### Kino
- 2000: Moianacht
- 2002: Alptraum
- 2003: Beach Boys – Rette sich wer kann
- 2003: … von wegen!
- 2004: Haut
- 2004: Alles aus Liebe
- 2005: Ketchup Connection
- 2006: Wholetrain
- 2006: Das wilde Leben
- 2007: Pub Quiz
- 2007: Bukarest Fleisch
- 2007: Vollidiot
- 2008: The Golden Foretaste Of Heaven (Kurzfilm)
- 2009: Pandorum
- 2010: Vater Morgana
- 2011: Kokowääh
- 2011: What a Man
- 2012: Mann tut was Mann kann
- 2012: Oh Boy
- 2016: Rico, Oskar und der Diebstahlstein
- 2016: Seitenwechsel
- 2016: SMS für Dich
- 2016: Tschick
- 2017: Einsamkeit und Sex und Mitleid
- 2018: Safari – Match Me If You Can
- 2018: Kanun
- 2019: Lara
- 2021: Sweet Disaster
- 2022: Ach Du Scheisse!

### Musikclips
- 2011: Deep 88 feat. The Huge – Italo82
- 2013: Beatsteaks – SaySaySay

## Hörbücher / Hörspiele
- 2011: Thilo Reffert: Fischers Fall, ARD Radio Tatort Magdeburg (MDR)
- 2016: Charlotte Link: Die Entscheidung. Random House Audio, ISBN 978-3-8371-3628-9
- 2018/2019: Edgar Linscheid und Stuart Kummer: Caiman Club – Regie: Stuart Kummer (WDR)